# Katja Greulich
Katja Greulich (* 25. März 1985 in Leipzig) ist eine ehemalige deutsche Fußballspielerin und heutige -trainerin.

## Karriere

### Spielerin

#### Verein
Greulich startete ihre Karriere beim VfB Leipzig. Nach dessen Insolvenz und der Übernahme der Frauenabteilung war sie ab 2004 für den 1. FC Lokomotive Leipzig aktiv, für den sie in der Zeit von 2006 bis 2010 47 Spiele in der Regionalliga und 2. Fußball-Bundesliga absolvierte. Im Sommer 2010 verließ sie den 1. FC Lok Leipzig und wechselte zum Halleschen FC, mit dem sie 2011 Landespokalsiegerin wurde. Bereits nach einem Jahr kehrte sie zu Lok Leipzig zurück, wo sie bis zum Jahr 2013 für die zweite und dritte Mannschaft spielte. Im Jahr 2015 half Greulich noch einmal für zwei Spiele beim Regionalligisten FFV Leipzig II aus, der 2013 aus der Frauenfußballabteilung des 1. FC Lok hervorgegangen war.

#### International
Greulich gehörte ab 2007 zum Allgemeinen deutschen Hochschulsportverband und spielt dort in der Damen-Fußballlandesauswahl.

### Trainerin
Im Sommer 2011 übernahm sie neben ihrer aktiven Karriere die C-Juniorinnen des 1. FC Lokomotive Leipzig, wo sie bis Februar 2012 als Trainerin arbeitete. Am 17. Februar 2012 wurde sie zur Co-Trainerin von Daniel Kraus beim Bundesligisten FF USV Jena ernannt und war dort bis Sommer 2015 tätig. In der Saison 2016 war Greulich Co-Trainerin des Dänen Jack Majgaard Jensen beim schwedischen Erstligisten FC Rosengård.
Nach ihrer Rückkehr nach Deutschland übernahm sie im November 2016 den Bundesligisten FF USV Jena als Nachfolgerin von Christian Franz-Pohlmann. Nach dem Abstieg des FF USV Jena am Saisonende 2017/18 wurde der auslaufende Vertrag mit Greulich nicht verlängert und sie übernahm zur Saison 2018/19 den Trainerposten beim Regionalligisten RB Leipzig, wo sie zunächst einen Vertrag bis 2021 unterschrieb. Mit Leipzig gelang ihr 2020 der Aufstieg in die 2. Bundesliga, wo die Mannschaft in den beiden folgenden Spielzeiten jeweils den dritten Platz belegte. Nach der Saison 2021/22 verließ sie den Verein auf eigenen Wunsch und übernahm die Frauenmannschaft des FC Basel. Ende März 2023 gab der Schweizer Superligist die einvernehmliche Vertragsauflösung zum folgenden Saisonende bekannt.

## Privates
Greulich studierte ab 2005 Sportwissenschaften an der Universität Leipzig.